# Georges Charles Coudray
Pour les articles homonymes, voir Coudray.

Georges Charles Coudray (né à Paris le 31 janvier 1862 et mort à Paris 15e le 6 décembre 1944) est un sculpteur et médailleur français.

## Biographie
Georges Charles Coudray est le frère du sculpteur Marie Alexandre Lucien Coudray (1864-1932).
Il entre à l'École des beaux-arts de Paris en 1884 où il est élève d'Alexandre Falguière, Henri Allouard et Gabriel-Jules Thomas.
Il expose régulièrement au Salon des artistes français de 1883 à 1890, plus sporadiquement ensuite jusqu'en 1903. Il y présente de nombreux bustes et statuettes.
Ses sculptures en plâtre, pierre naturelle, terre cuite et le plus souvent en bronze de jeunes femmes élégantes ou tirées de sujets mythologiques sont principalement de style Art nouveau. Mais Coudray est également connu pour ses œuvres orientalistes. 
L'artiste exécute aussi des objets d'art décoratifs comme des vases et est un des concepteurs des objets en métal de style Art nouveau pour la fabrique allemande Orivit.
On doit à Georges Coudray quelques médailles éditées par la Monnaie de Paris, notamment entre 1926 et 1932.

## Œuvres

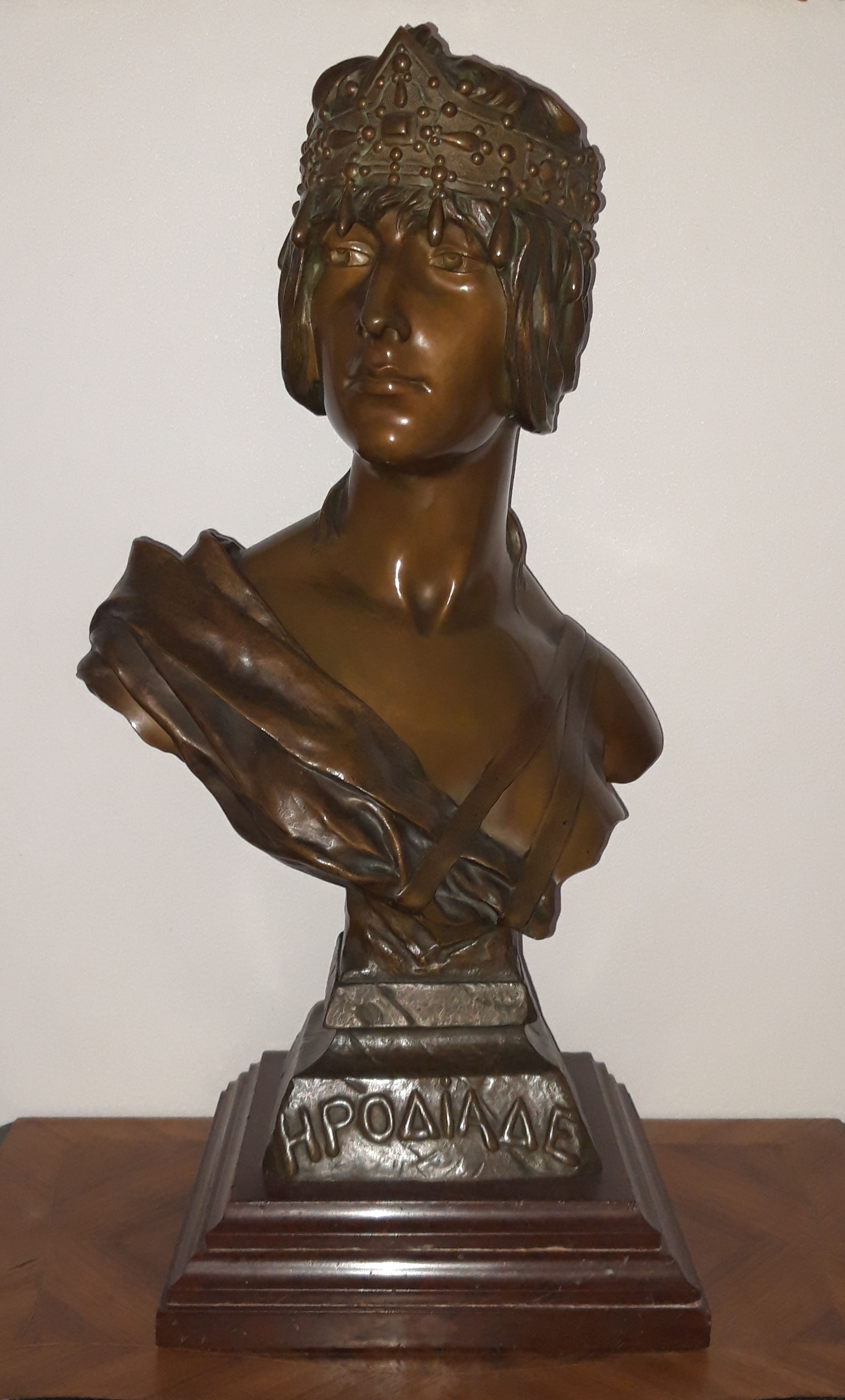
Hérodias, buste en bronze, collection particulière non référencée.

- Claudine, statuette en bronze, Saint-Sauveur-en-Puisaye, musée Colette[8].
- Buste Art nouveau, terre cuite, Sarreguemines, Moulin de la Blies - Musée des techniques faïencières[9].
- Aquila, bronze, 1892, localisation inconnue[2].
- Tahoser, Salon de 1892, plâtre, localisation inconnue[2].
- Les Nénuphars, 1899, buste en terre cuite, localisation inconnue[6].
- Iris, Salon de 1902, statue en marbre, localisation inconnue[10].